# レベル表現
レベル表現（レベルひょうげん、英語: level）とは、おもに音響や電信などの信号を扱う分野で使われる語であり、対象とするスカラー量について、基準となる量との比の対数をとって表した量である。。単位はデシベル（記号: dB）がよく用いられる。比の対数。対数尺度。
レベル表現が多用される場面には、量の和や差よりも積と商が優位となりがちな増幅や減衰を扱う領域がある。桁のかけ離れた量が混在する場面では対数を取ることでその扱いは容易となる。
レベル表現は一つの表現形式であり、基準量の値を添えることで元の表現と同一の情報となる。分野領域ごとにレベル表現がもっぱら使用される物理量がある。

## 定義
正の量 A の基準量 A0 に対するレベル L は次のように定義される。
{\displaystyle L=c\ln {\frac {A}{A_{0}}}}
基準量 A0 は A と同種の量で同じ次元をもつ。従って、対数の中の比 A/A0 は無次元の量となり、冪級数として解析的に定義される対数関数との次元は整合している。
国際量体系においては係数 c に次元が与えられていないので、レベル L も無次元量である。
係数 c のベル（記号: B）、デシベル（記号: dB）及びネーパ（記号: Np）に対する値は
{\displaystyle c={\frac {1\ {\text{B}}}{\ln 10}}={\frac {10\ {\text{dB}}}{\ln 10}}=1\ {\text{Np}}}
である。係数 c は対数の底を取り換える働きをして
{\displaystyle L/{\text{B}}=\lg {\frac {A}{A_{0}}}}
{\displaystyle L/{\text{dB}}=10\lg {\frac {A}{A_{0}}}\simeq \log _{1.259}{\frac {A}{A_{0}}}}
{\displaystyle L/{\text{Np}}=\ln {\frac {A}{A_{0}}}}
となる。つまりベルなら底が10の常用対数、ネーパは底がeの自然対数で表した値である。デシベルで表した数値はベルで表した数値を10倍すれば得られるが、101/10 ≒ 1.259 が底と考えることもできる。
A や A0 には任意の物理量を選ぶことができるが、（変位でなく）エネルギー的な量を選ぶことが標準であり、音圧など変位的な量には (a/a0)2 と二乗する。
A は一定時間に亘る実効値（エネルギー的平均値）であることが多いが、瞬時値であっても同様にレベルを定義できる。

## 性質

### レベルシフト
レベル表現の基準量を A'0 へ変更したとき、対数の基本的な関係式により
{\displaystyle L'=c\ln {\frac {A}{A'_{0}}}=c\ln {\frac {A}{A_{0}}}-c\ln {\frac {A'_{0}}{A_{0}}}=L-{\text{const.}}}
である。すなわち基準量の変更はレベルのシフトすなわち零点の変更に相当する。
各分野において基準量 A0 には標準的な設定がされている。
例えば音響学における諸量では以下である。
音圧レベル
{\displaystyle L_{p}/{\text{dB}}=20\lg {\frac {p_{\text{rms}}}{p_{0}}}}
- 音圧の基準量： p0 = 2.0×10−5 Pa

音響パワーレベル
{\displaystyle L_{P}/{\text{dB}}=10\lg {\frac {P_{\text{m}}}{P_{0}}}}
- 音響パワーの基準量： P0 = 1×10−12 W

騒音暴露レベル
{\displaystyle L_{E}/{\text{dB}}=10\lg {\frac {E}{E_{0}}}}
- 騒音暴露量の基準量： E0 = 1 s × p02

### レベル差
同じ基準量に対するレベル L1 と L2 の差は
{\displaystyle L_{2}-L_{1}=c\ln {\frac {A_{2}}{A_{0}}}-c\ln {\frac {A_{1}}{A_{0}}}=c\ln {\frac {A_{2}}{A_{1}}}}
で表さる。すなわちレベル差は基準量には依らない。基準量の変更はレベルのシフトにあたるため、2つのレベルが同じだけシフトされても差が変わらない（基準量に依らない）とも説明できる。
例えば {\displaystyle (A_{0},A_{1},A_{2})=(1,10,1000)} のとき {\displaystyle (L_{1},L_{2})=(10\ {\text{dB}}\times \lg 10^{1},10\ {\text{dB}}\times \lg 10^{3})=(10\ {\text{dB}},30\ {\text{dB}})} で差は20dBであり、{\displaystyle A_{0}=10} に変更しても{\displaystyle (L_{1},L_{2})=(10\ {\text{dB}}\times \lg 1,10\ {\text{dB}}\times \lg 10^{2})=(0\ {\text{dB}},20\ {\text{dB}})} となり差は20dBで変化しない。

## パワー和・パワー平均
レベル表示された複数の値について、それらの真値（冪）の和を取り、再びレベル表示したものをパワー和（パワーわ、英: power sum）またはエネルギー和といい、真値の算術平均を取り、再びレベル表示したものをパワー平均（パワーへいきん、英: power-mean value）またはエネルギー平均という。
デシベルで表された n 個の値 Li [dB]について、パワー和は
{\displaystyle 10\log _{10}{\Big (}\sum _{i=1}^{n}10^{{L_{i}}/10}{\Big )}} [dB]
であり、パワー平均は
{\displaystyle 10\log _{10}{\frac {1}{n}}{\Big (}\sum _{i=1}^{n}10^{{L_{i}}/10}{\Big )}} [dB]
である。

## 対数尺度を内包する単位
特定の数量/物理量に対しレベル表現をする指標がある。身近な表現としては「桁数」があり、巨大な数を簡潔に表せる点など本質的にレベル表現と同じである。
これらは定数倍することでデシベルやネーパに換算できる。なお、底が1より小さい場合、指標が大きいほど実際の物理量は小さくなる。
| 元の数量/物理量  | 対数尺度            | 底                           |
| ---------------- | ------------------- | ---------------------------- |
| 10進数           | 桁数                | 10                           |
| 水素イオン濃度   | 水素イオン指数 (pH) | 10（負号省略のため実質1/10） |
| 地震のモーメント | マグニチュード (M)  | 101.5 ≒ 31.623               |
| 天体の光度       | 等級                | 10−0.4 ≒ 1 / 2.512           |
| 周波数           | ディケード          | 10                           |
| 音の周波数       | オクターブ          | 2                            |
| 音の周波数       | 半音                | 21/12 ≒ 1.059                |